# Адам Маковіч
 Адам Маковіч(пол. Adam Makowicz, справжнє ім'я Adam Matyszkowicz, нар. 18 серпня 1940, Гнойник (Чехія) — польський джазовий піаніст.

## Біографія
Адам Маковіч народився 18 серпня 1940 року в Чехії. У шестилітньому віці переїхав з батьками до Польщі. Мати грала на фортепіано, співала. Адам Маковіч навчався у Краківській консерваторії, проте не закінчив навчання, оскільки академічне навчання суперечило його джазовим зацікавленням.
В 1962 році Адам Маковіч разом з трубачем Томашем Станькою створили ансамбль Jazz Darings. Творчість ансамблю зазнала впливу музичної естетики Орнетта Коулмана.
В 1977 році джазовий продюсер Джон Генрі Хаммонд запросив Маковіча, який на той час уже записав кілька платівок, у десятитижневий американський тур. Також музиканту фірмою CBS Columbia було запропоновано записати сольний альбом під назвою «Adam». В США Адам Маковіч виступав на одній сцені з такими джазовими зірками як Бенні Гудмен, Гербі Генкок, Сара Вон, Фредді Габбард, Чарлі Гейден. Був солістом багатьох оркестрів та камерних ансамблів. В 1978 році музикант, підписавши піврічний контракт, вдруге їде до Америки і залишається там жити. Після запровадження 13 грудня 1981 року в Польщі воєнного стану Адам Маковіч разом з іншими польськими митцями, які проживали в Америці, бере участь в організованій за ініціативи Рональда Рейгана і трансльованій на весь світ телевізійній програмі «Щоб Польща була Польщою».
У репертуарі музиканта —  власні джазові композиції, а також джазові інтерпретації класичної музики, зокрема, творів Шопена. Виконує твори Ірвінга Берліна, Коула Портера, Джерома Керна, Джорджа Гершвіна. Маковіч отримав згоду брата Джорджа Гершвіна Айри Гершвіна на власну імпровізаційну каденцію в «Рапсодії у стилі блюз».
У 2011 році з'явилася друком книжка Марка Страша «Grać pierwszy fortepian», біографія Адама Маковіча.

## Маковіч і українська культура
Адам Маковіч разом із Томашем Станькою є героями новели «Supraphon» Олександра Клименка, що ввійшла до однойменної книжки письменника. На книжковій обкладинці зображено конверт платівки «Winter Flowers» Адама Маковіча, виданої чеською фірмою звукозапису «Supraphon» у 1978 році.

## Дискографія
- 1972 «Newborn Light» (Cameo) з Урсулою Дудзяк
- 1973 «Unit» (Muza)
- 1975 «Live Embers» (Muza)
- 1977 «Piano Vista Unlimited» (Helicon)
- 1978 «Adam» (Columbia)
- 1978 «Winter Flowers» (Supraphon)
- 1981 «From My Window» (Choice Records)
- 1982 «Classic Jazz Duets» (Stash Records) з Джорджем Мразом
- 1983 «The Name Is Makowicz» Live (Sheffield Lab)
- 1986 «Moonray» (RCA)
- 1987 «Naughty Baby» (RCA)
- 1987 «Interface» (Sonet)
- 1989 «Swiss Encounter» (East-West) з Джеймсом Морісоном
- 1992 «Plays Irving Berlin» (VWC Records)
- 1993 «The Music Of Jerome Kern»  (Concord)
- 1993 «Adam Makowicz at Maybeck» (Concord)
- 1994 «Concord Duo Series Vol. 5» (Concord)
- 1994 «My Favorite Things: The Music of Richard Rodgers» (Concord)
- 1997 «A Tribute To Art Tatum» (VWC Records)
- 1998 «Gershwin» (Agencja)
- 2000 «Reflections On Chopin» (AM Records)
- 2000 «Plays Duke Ellington» (Showcase Records)
- 2003 «Songs For Manhattan» (AM Records)
- 2004 «At The Carnegie Hall» (Pomaton EMI) з Лешеком Можджером
- 2005 «From My Field» (AM Records)
- 2007 «Indigo Bliss» (Universal Music)

## Нагороди
- Орден Відродження Польщі
- Медаль «За заслуги в культурі Gloria Artis»